# レミ・ガルド
レミ・ガルド（Rémi Garde フランス語発音[ʁemi ɡaʁd], 1966年4月3日- ）は、フランス・ローヌ県ラルブレル出身の元サッカー選手、元フランス代表。現サッカー指導者。現役時代のポジションは守備的ミッドフィルダー及びディフェンダー。レミ・ガルデとも表記されるが、より原語に近いのはガルドである(末尾のeは発音しないため)。

## 経歴

### 選手
1992年にオリンピック・リヨンの下部組織に入団。守備的ミッドフィルダーやスイーパーとしてプレーするガルドは、1989年に中心選手としてリーグ・アン昇格に貢献し、昇格後も順調に、また、主将としてパフォーマンスを示し続けたことが、1990年1月のクウェート戦でフランス代表初出場へと繋がっており、全6試合に出場。UEFA EURO '92のメンバーにも選ばれた。1993年から3季は、RCストラスブールで過ごし、1995年にはクープ・ドゥ・フランスの決勝戦まで進出した。
1996年8月にアーセン・ヴェンゲル監督がイングランド1部のアーセナルFCにガルドを推薦した縁で自由契約選手として加入が決定。なお、この時点のベンゲル監督は日本の名古屋グランパスを指揮しており、まだアーセナルの監督ではなかった。この時のガルドは30歳のベテランであり、2季前に膝の手術を受け、1季前のストラスブールでの出場機会は限定されていたものであり、同日加入の同胞パトリック・ヴィエラとは違って未来の主力選手ではなく、経験豊富な控え選手の位置付けだった。実際、中盤でヴィエラや同胞エマニュエル・プティの控えを見事に務めて在籍3季で公式戦43試合に出場しており、1997-98シーズンでは主に負傷がちだった右サイドバックのリー・ディクソン（en）の代役としてリーグ戦10試合に出場して2冠達成に貢献した。なお、同シーズンのFAカップには準々決勝ウェストハム・ユナイテッドFC戦の1試合に出場しているが、PK戦では唯一失敗し、決勝戦には出場していない。定期的な膝の負傷に悩まされた末に1999年6月に現役引退をした。

### 監督
フランスのテレビで評論家として活動した後、2003年に古巣オリンピック・リヨンのコーチとして現場に復帰し、2003-04シーズンと2004-05シーズンの獲得に貢献。2005年夏にポール・ル・グエン監督の後任として就任したジェラール・ウリエ監督の下では、アシスタントとなって2007年5月まで務める。その後、古巣アーセナルのディレクターに就任すると噂されたが、2010年にはリヨンの練習施設Centre Tola Vologeのディレクターを務め、2011年6月22日にクロード・ピュエル監督の後任としてトップチームの監督に任命された。
初の監督業となったリヨンでは、7連覇した黄金時代とは違い、UEFAのファイナンシャル・フェアプレー制度を順守する影響もあって資金難に苦しみ、ウーゴ・ロリス、アリ・シッソコ、ミシェル・バストス、リサンドロ・ロペス、デヤン・ロヴレン等の売却を余儀なくされたことで、なかなか覇権奪回とはいかず、2011-12シーズンには遂にUEFAチャンピオンズリーグ出場権を獲得出来なかった。その一方で下部組織からサミュエル・ユムティティ、マキシム・ゴナロン、クレマン・グルニエ、アレクサンドル・ラカゼットといった若手を積極的に登用して主軸に据え、2012年にクープ・ドゥ・フランスを獲得した。2014年に2013-14シーズン終了後に満了となる契約に対してクラブ側から延長が提示されたものの、精神的な重圧から休息を取る必要性を感じたため、5月13日に同シーズンを以って退任することを発表した。
2015年11月2日、プレミアリーグの下位に沈んでいたアストン・ヴィラの監督に3年半の契約で就任した。就任直後のリーグ首位マンチェスター・シティFC戦は0-0の引き分けとなった。アストン・ヴィラでは規律を守ることを重んじた。エヴァートンFCに4-0で敗れた翌日、以前から素行に問題があったジャック・グリーリッシュがパーティーで大暴れしていたことが目撃されると、これを受けてグリーリッシュをセカンドチームに降格させた。そしてチームにクリスマス中に過度なパーティーはしないようにと警告した。リーグの下位に沈む状況は変わらず、2016年3月29日にクラブと双方合意の上で退任した。
2017年11月8日、メジャーリーグサッカーのモントリオール・インパクトの監督に就任した。

## タイトル

### 選手時代
クラブ
オリンピック・リヨン
- リーグ・ドゥ : 1988-89

RCストラスブール
- UEFAインタートトカップ : 1995

アーセナル
- プレミアリーグ : 1997-98
- FAカップ : 1997-98
- FAコミュニティ・シールド : 1998

### 指導者時代
クラブ
オリンピック・リヨン
- クープ・ドゥ・フランス : 2011-12
- トロフェ・デ・シャンピオン : 2012

## 監督成績
| オリンピック・リヨン       | 2011年6月22日 | 2014年5月23日 | 166 | 84  | 37 | 45 | 050.60 |
| アストン・ヴィラ           | 2015年11月2日 | 2016年3月29日 | 23  | 3   | 7  | 13 | 013.04 |
| モントリオール・インパクト | 2017年11月8日 | 2019年8月21日 | 58  | 23  | 8  | 27 | 039.66 |
| 合計                       | 合計          | 合計          | 245 | 110 | 52 | 83 | 044.90 |